# Tim Wallburger
Tim Wallburger (Dresden, 18 augustus 1989) is een Duitse zwemmer. Hij vertegenwoordigde zijn vaderland op de Olympische Zomerspelen 2012 in Londen.

## Carrière
Bij zijn internationale debuut, op de Europese kampioenschappen zwemmen 2010 in Boedapest, strandde Wallburger in de halve finales van de 200 meter vrije slag, samen met Paul Biedermann, Robin Backhaus en Clemens Rapp veroverde hij de zilveren medaille op de 4x200 meter vrije slag. Tijdens de Europese kampioenschappen kortebaanzwemmen 2010 in Eindhoven sleepte de Duitser de zilveren medaille in de wacht op de 200 meter vlinderslag.
Op de wereldkampioenschappen zwemmen 2011 in Shanghai werd Wallburger uitgeschakeld in de series van de 200 meter vrije slag, op de 4x200 meter vrije slag eindigde hij samen met Paul Biedermann, Christoph Fildebrandt en Benjamin Starke op de vierde plaats.
In Debrecen nam de Duitser deel aan de Europese kampioenschappen zwemmen 2012. Op dit toernooi eindigde hij als vierde op de 200 meter vrije slag, op de 400 meter wisselslag strandde hij in de series. Samen met Paul Biedermann, Dimitri Colupaev en Clemens Rapp werd hij Europees kampioen op de 4x200 meter vrije slag. Tijdens de Olympische Zomerspelen van 2012 in Londen eindigde Wallburger samen met Paul Biedermann, Dimitri Colupaev en Clemens Rapp op de vierde plaats.

## Internationale toernooien
| Jaar | Olympische Spelen    | WK langebaan                             | WK kortebaan  | EK langebaan                                                 | EK kortebaan     |
| ---- | -------------------- | ---------------------------------------- | ------------- | ------------------------------------------------------------ | ---------------- |
| 2010 |                      |                                          | geen deelname | 9e 200m vrije slag · 4x200m vrije slag                       | 200m vlinderslag |
| 2011 |                      | 17e 200m vrije slag 4e 4x200m vrije slag |               |                                                              | geen deelname    |
| 2012 | 4e 4x200m vrije slag |                                          | geen deelname | 4e 200m vrije slag · 22e 400m wisselslag · 4x200m vrije slag | geen deelname    |

## Persoonlijke records
Bijgewerkt tot en met 26 april 2013
Kortebaan
| Afstand          | Tijd    | Datum            | Plaats    |
| ---------------- | ------- | ---------------- | --------- |
| 200m vrije slag  | 1.45,63 | 25 november 2011 | Wuppertal |
| 400m vrije slag  | 3.50,96 | 25 november 2007 | Essen     |
| 200m vlinderslag | 1.53,71 | 27 november 2010 | Eindhoven |

Langebaan
| Afstand          | Tijd    | Datum         | Plaats  |
| ---------------- | ------- | ------------- | ------- |
| 200m vrije slag  | 1.47,61 | 5 juni 2011   | Berlijn |
| 400m vrije slag  | 3.50,41 | 26 april 2013 | Berlijn |
| 200m vlinderslag | 1.58,22 | 4 juni 2011   | Berlijn |